# 大久保登志正
大久保 登志正（おおくぼ としまさ、1934年＜昭和9年＞-）は、日本の教育者、実業家。栃木県出身。

## 人物
専修学校・宇都宮ビジネス電子専門学校（UBDC）の創設者である。他、宇都宮ケーブルテレビ代表取締役社長、宇都宮生涯学習センター理事長、宇都宮クラーク高等学院（クラーク記念国際高等学校宇都宮キャンパス）代表なども務める。

## 親族
宇都宮藩主の御典医であり、宇都宮商業銀行（現・足利銀行）初代頭取でもある大久保元享の曾孫にあたる。
息子の大久保知裕は現在、UBDCの理事長を務めており、姉妹校の宇都宮アート&スポーツ専門学校（学校法人 大久保育英会）の理事長も兼務している。